# Rāʾ
Rāʼ (in arabo راء‎? /raːʔ/) è la decima lettera dell'alfabeto arabo. Nella numerazione abjad assumeva il valore di 200.

## Origine
Questa lettera deriva secondo alcuni da  dell'alfabeto nabateo, secondo altri da ܪ dell'alfabeto siriaco. In ogni caso deriva da resh dell'alfabeto aramaico (), che nacque dalla reš dell'alfabeto fenicio (), generata dalla ras dell'alfabeto proto-cananeo ().

## Fonetica
Da un punto di vista fonetico la Rā' corrisponde alla vibrante alveolare (IPA: /r/), risultando quindi essere perfettamente assimilabile al fonema della lettera r dell'alfabeto latino.

## Scrittura e traslitterazione
La rā' viene scritta in varie forme in funzione della sua posizione all'interno di una parola; essa tuttavia non può legarsi ad altre lettere alla sua sinistra, per cui la forma iniziale è identica alla forma isolata, così come quella intermedia combacia con la forma finale, sempre che il grafema precedente ammetta il legame.
| Forma isolata | Forma finale | Forma intermedia | Forma iniziale |
| ﺭ             | ـر…          | …ـر…             | …ﺭ             |

Nella traslitterazione dall'arabo è associata a r.

## Sintassi
La rā' è una lettera solare. Ciò significa che il suo suono raddoppia, escludendo la pronuncia della liquida lām (elle latina) presente nell'articolo determinativo (ال alif lām, al).
Ad esempio رجل (raǧul, uomo) diventa الرجل (al-raǧul, l'uomo), che si pronuncia [arˈraʤul].